# Amministrazione apostolica del Kirghizistan
L'amministrazione apostolica del Kirghizistan (in latino Administratio Apostolica Kyrgyzstaniana) è una sede della Chiesa cattolica, immediatamente soggetta alla Santa Sede. Nel 2022 contava 613 battezzati su 6.592.000 abitanti. È retta dall'amministratore apostolico Anthony James Corcoran, S.I.

## Territorio
L'amministrazione apostolica si estende sull'intero territorio dello stato del Kirghizistan, nell'Asia centrale.
Sede dell'amministrazione apostolica è la capitale Biškek, dove la chiesa di San Michele funge da procattedrale.
Il territorio è suddiviso in 3 parrocchie con annesse 20 cappelle. Le parrocchie si trovano nelle città di Biškek (San Michele Arcangelo), Žalalabad (Santa Teresa di Calcutta) e Talas (San Nicola).

## Storia
La missione sui iuris del Kirghizistan fu eretta il 22 dicembre 1997, ricavandone il territorio dall'amministrazione apostolica di Karaganda dei Latini (oggi diocesi di Karaganda).
Il 18 marzo 2006 la missione sui iuris è stata elevata ad amministrazione apostolica con la bolla In Kyrgyzstania spiritali di papa Benedetto XVI.

## Cronotassi degli amministratori apostolici
Si omettono i periodi di sede vacante non superiori ai 2 anni o non storicamente accertati.
- Aleksandr Kan, S.I. (22 dicembre 1997 - 18 marzo 2006 dimesso)
- Nikolaus Messmer, S.I. † (18 marzo 2006 - 18 luglio 2016 deceduto)[1]
- Anthony James Corcoran, S.I., dal 29 agosto 2017

## Statistiche
L'amministrazione apostolica nel 2022 su una popolazione di 6.592.000 persone contava 613 battezzati.
| anno | popolazione | popolazione | popolazione | presbiteri | presbiteri | presbiteri | presbiteri                | diaconi | religiosi | religiosi | parrocchie |
| anno | battezzati  | totale      | %           | numero     | secolari   | regolari   | battezzati per presbitero | diaconi | uomini    | donne     | parrocchie |
| ---- | ----------- | ----------- | ----------- | ---------- | ---------- | ---------- | ------------------------- | ------- | --------- | --------- | ---------- |
| 1999 | 268         | 4.892.000   | 0,0         | 3          |            | 3          | 89                        |         | 3         | 2         | 3          |
| 2000 | 260         | 4.500.000   | 0,0         | 3          |            | 3          | 86                        |         | 3         | 3         | 1          |
| 2001 | 300         | 4.500.000   | 0,0         | 3          |            | 3          | 100                       |         | 3         | 4         | 7          |
| 2002 | 300         | 4.892.000   | 0,0         | 4          | 1          | 3          | 75                        |         | 3         | 4         | 11         |
| 2004 | 500         | 4.822.900   | 0,0         | 6          | 2          | 4          | 83                        |         | 5         | 5         | 16         |
| 2005 | 500         | 4.822.900   | 0,0         | 6          | 2          | 4          | 83                        |         | 6         | 5         | 16         |
| 2007 | 500         | 4.800.000   | 0,0         | 8          | 2          | 6          | 62                        |         | 7         | 6         | 3          |
| 2010 | 500         | 4.800.000   | 0,0         | 5          | 1          | 4          | 100                       |         | 6         | 4         | 3          |
| 2014 | 500         | 5.394.000   | 0,0         | 5          | 1          | 4          | 100                       |         | 5         | 5         | 3          |
| 2017 | 500         | 5.626.800   | 0,0         | 6          |            | 6          | 83                        |         | 6         | 5         | 3          |
| 2020 | 600         | 6.007.600   | 0,0         | 7          | 1          | 6          | 85                        |         | 7         | 5         | 3          |
| 2022 | 613         | 6.592.000   | 0,0         | 8          | 1          | 7          | 76                        |         | 8         | 5         | 3          |